# Ostichthys japonicus
Az Ostichthys japonicus a sugarasúszójú halak (Actinopterygii) osztályának nyálkásfejűhal-alakúak (Beryciformes) rendjébe, ezen belül a mókushalfélék (Holocentridae) családjába tartozó faj.

## Előfordulása
Az Ostichthys japonicus elterjedési területe az Indiai-óceán és a Csendes-óceán határmenti részei. Főbb előfordulási helyei Dél-Japántól kezdődnek és egészen az Andamán- és Nikobár-szigetekig, valamint Ausztráliáig tartanak. A Fidzsi-szigetek és Tuvalu vizeiben is honos.

## Megjelenése
Általában 35 centiméter hosszú, de akár 45 centiméteresre is megnőhet.

## Életmódja
Trópusi, tengeri halfaj, amely a korallzátonyokon él.

## Felhasználása
Az Ostichthys japonicust ipari mértékben halásszák.